# Arteria circunfleja femoral lateral
La arteria circunfleja femoral lateral es una arteria de la parte superior del muslo que se origina en la arteria femoral profunda.

## Trayecto
Nace en la cara lateral de la arteria femoral profunda, pasa horizontalmente entre las divisiones del nervio femoral, y, tras los músculos sartorio y recto femoral, se divide en ramas ascendente, transversa y descendente. La arteria circunfleja femoral lateral puede nacer ocasionalmente directamente de la arteria femoral.

## Ramas
Presenta ramas ascendentes, descendentes y transversas.
- La rama ascendente se dirige hacia arriba, por debajo del músculo tensor de la fascia lata, hacia la cara lateral de la cadera, y se anastomosa con las ramas terminales de la arteria glútea superior y circunfleja iíaca profunda.
- La rama descendente discurre hacia abajo, por detrás del músculo recto femoral y sobre el músculo vasto lateral, al cual irriga; una larga rama desciende por el músculo hasta la altura de la rodilla, y se anastomosa con la arteria superior lateral de la rodilla, rama de la arteria poplítea. La acompaña una rama del nervio femoral hasta el músculo vasto lateral.
- La rama transversa, la más pequeña, pasa lateralmente sobre el músculo vasto intermedio, perfora el vasto lateral, y rodea el fémur, justo bajo el trocánter mayor, anastomosándose en la parte posterior de la cadera con las arterias circunfleja femoral medial, glútea inferior y primeras arterias perforantes.

## Clasificación de las ramas en la Terminología Anatómica
La Terminología Anatómica enumera las ramas del siguiente modo:
A12.2.16.028 Rama ascendente de la arteria circunfleja femoral lateral (ramus ascendens arteriae circumflexae femoris lateralis).
A12.2.16.029 Rama descendente de la arteria circunfleja femoral lateral (ramus descendens arteriae circumflexae femoris lateralis).
A12.2.16.030 Rama transversa de la arteria circunfleja femoral lateral (ramus transversus arteriae circumflexae femoris lateralis).

## Distribución
Se distribuye hacia la articulación de la cadera y los músculos del muslo.

## Imágenes adicionales
|                                                            |
| Arteria femoral: es el vaso de grueso calibre en el muslo. |

|                                |
| Arterias del muslo, rotuladas. |

|                                                                                                  |
| Arterias del muslo señaladas con números. La arteria circunfleja femoral lateral es la número 5. |